# Ханкок (округ, Иллинойс)
Ха́нкок (англ. Hancock County) — округ в штате Иллинойс, США. Официально образован в 1825 году. По состоянию на 2010 год, численность населения составляла 19 104 человека.

## География
По данным Бюро переписи США, общая площадь округа равняется 2 108,262 км2, из которых 2 056,462 км2 — суша, и 54,390 км2, или 2,500 % — это водоёмы.

## Население
По данным переписи населения 2000 года в округе проживает 20 121 житель в составе 8069 домашних хозяйств и 5607 семей. Плотность населения составляет 10,00 человек на км2. На территории округа насчитывается 8909 жилых строений, при плотности застройки около 4,00-х строений на км2. Расовый состав населения: белые — 98,68 %, афроамериканцы — 0,20 %, коренные американцы (индейцы) — 0,18 %, азиаты — 0,23 %, гавайцы — 0,02 %, представители других рас — 0,13 %, представители двух или более рас — 0,56 %. Испаноязычные составляли 0,52 % населения независимо от расы.
В составе 30,50 % из общего числа домашних хозяйств проживают дети в возрасте до 18 лет, 58,90 % домашних хозяйств представляют собой супружеские пары, проживающие вместе, 7,60 % домашних хозяйств представляют собой одиноких женщин без супруга, 30,50 % домашних хозяйств не имеют отношения к семьям, 26,90 % домашних хозяйств состоят из одного человека, 13,80 % домашних хозяйств состоят из престарелых (65 лет и старше), проживающих в одиночестве. Средний размер домашнего хозяйства составляет 2,45 человека, и средний размер семьи — 2,96 человека.
Возрастной состав округа: 24,60 % — моложе 18 лет, 7,10 % — от 18 до 24, 25,50 % — от 25 до 44, 24,50 % — от 45 до 64, и 24,50 % — от 65 и старше. Средний возраст жителя округа — 40 лет. На каждые 100 женщин приходится 94,20 мужчин. На каждые 100 женщин старше 18 лет приходится 90,20 мужчин.
Средний доход на домохозяйство в округе составлял 36 654 USD, на семью — 44 457 USD. Среднестатистический заработок мужчины был 31 095 USD против 20 680 USD для женщины. Доход на душу населения составлял 17 478 USD. Около 5,40 % семей и 8,30 % общего населения находились ниже черты бедности, в том числе — 9,90 % молодежи (тех, кому ещё не исполнилось 18 лет) и 8,20 % тех, кому было уже больше 65 лет.